# Thomas de Treil de Pardailhan
Thomas-François de Treil de Pardailhan (Paris, 1er juillet 1754, Pardailhan, 2 août 1822) est l'aîné d'une famille languedocienne originaire de la région de Saint-Pons-de-Thomières.
Après une carrière militaire, le baron Thomas de Treil de Pardailhan occupe à la fin de l'Ancien Régime la charge de Maître d'hôtel du Roi, à la cour de Versailles. Les écrits le montrent pourtant, dès cette époque, opposé aux privilèges de la noblesse et favorable aux idées nouvelles des philosophes des Lumières.
La Révolution marque une rupture avec son milieu : partisan d'une profonde réforme de la société, il est notamment élu député de Paris en 1791. Il reste toutefois attaché à une monarchie constitutionnelle et il est détenu comme suspect sous la Terreur. Ruiné par de mauvaises affaires sous le Directoire et par les pertes de revenu pendant la Révolution, il termine son existence dans son château de Pardailhan en 1822.

## Biographie

### Sa famille
Son grand-père, Joseph Treil, fils d'un notable rural de la région d'Olargues a été à l'origine de la fortune familiale en développant de nombreuses activités lucratives, notamment celles de marchand-fabricant de draps, de prêteur et de receveur des décimes du diocèse de Narbonne.
Son père, François Treil, avocat au parlement a acheté  en 1750 l'office de conseiller secrétaire du roi près la chancellerie de Montpellier, donnant la noblesse au premier degré dès l'entrée en fonction. Il a cédé en 1756 cet office au grand-père, Joseph Treil, qui l'a conservé plus de 20 ans, accordant ainsi irrévocablement la noblesse  à tous ses descendants à partir de 1776. Cette noblesse a été prouvée pour que Joseph Louis Marie Alexandre de Treil de Pardailhan, fils de Thomas, puisse être reçu de minorité dans l'ordre de Saint-Jean de Jérusalem le 1er juillet 1786,, bien qu'il ne présente bien évidemment pas les huit quartiers de noblesse requis,.
La famille a pris le nom de Treil de Pardailhan après l'achat en 1750 de la terre et du château de Pardailhan au marquis François Joseph de Portes, président au Parlement de Toulouse. Les Treil de Pardailhan ont également acquis en 1763 les seigneuries de La Caunette et Aigne.

### Sa vie
La petite enfance de Thomas de Treil de Pardailhan se déroule entre Saint-Pons et Pardailhan. Il poursuit ensuite des études au Collège du Plessis, à Paris. Très jeune, il s'engage dans une carrière militaire : ainsi il est reçu à l'âge de dix ans gendarme de la Garde du roi, puis mousquetaire, et enfin enseigne des gardes suisses de Monsieur frère du roi, avec grade de lieutenant-colonel. Après vingt ans de services, il est fait chevalier de l'ordre royal et militaire de Saint-Louis.
Les écrits de sa jeunesse le montrent très critique envers les privilèges de la noblesse et l'hypocrisie de la société d'Ancien Régime. En 1781, à la recherche d'un idéal de fraternité, il devient franc-maçon, membre de la loge Saint Jean d'Écosse du Contrat social à Paris ; il est également, lors de ses séjours en Languedoc, membre associé de la loge « La Liberté » de Saint-Chinian.

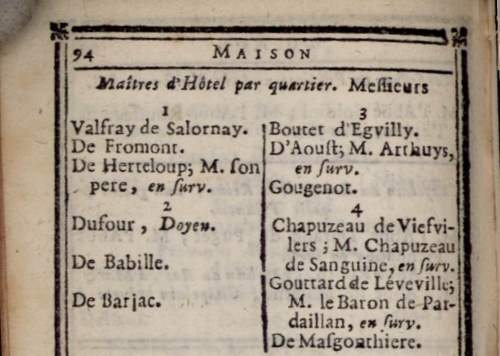
Almanach de Versailles de 1789 : Maîtres d'Hôtel par quartier ... M. le Baron de Pardaillan.

En 1782, il épouse Charlotte, fille de Jacques Gautier de Vinfrais, secrétaire du roi, officier de la Maréchaussée et inspecteur des chasses du roi. Par son contrat de mariage, Thomas de Treil de Pardailhan reçoit la terre et le château de Pardailhan  et prend le titre de  baron de Pardailhan. Il réside désormais une partie de l'année à Villejuif à l'Hôtel de la Capitainerie des chasses, appartenant à sa  belle-famille.

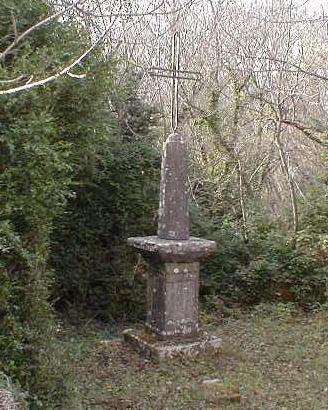
Tombe du baron à Pardailhan.

En 1785, il approche le roi Louis XVI à Versailles en occupant l'office essentiellement honorifique de  Conseiller Maître d'hôtel du roi.
Dès les premiers événements de 1789, Thomas-François s’engage avec passion dans la vie politique ; il est délégué en mars 1789 par les représentants rassemblés des trois ordres de Saint-Pons, pour soutenir le projet d'une constitution. 
En 1790, il est électeur du canton de Villejuif, en 1791, administrateur du département de Paris (conseiller général). Dans cette fonction, qu'il n'occupe que pendant quelques mois, il participe à la formation des bataillons de volontaires nationaux, que le département de Paris envoie aux frontières. 
En septembre 1791, il est élu député du département de Paris ; il se fait connaître par des propositions de loi concernant l’organisation des armées, (particulièrement une proposition portant condamnation à mort des officiers émigrés).
Il est connu pour avoir proposé à l'Assemblée législative la création d'une décoration militaire, considérée comme un précédent de la Légion d'honneur. Treil-Pardailhan est membre du Comité diplomatique, impliqué dans le déclenchement de la guerre contre les puissances européennes.
Il fait partie des députés indépendants, classés au centre, et son influence est limitée, comme il l'écrit lui-même : « nommé à la législature, [...] je me conduisais là comme je l'avais fait ailleurs, n'ayant aucune liaison, n'épousant aucun parti, évitant l'ombre d'une coalition quelconque [...] J'ai cependant fait quelques motions qui m'ont mérité l'estime de mes collègues, parce qu'ils ont cru y reconnaître l'amour du bien public et le sentiment d'un cœur droit ».
En 1794, pendant la Terreur, il est emprisonné comme modéré à la prison Saint-Lazare à Paris. Il a été dénoncé comme 
« ci-devant baron ... meneur de la commune [de Villejuif] et de la société populaire de cette commune et très dangereux sous tous les rapports ». Il échappe de peu à la guillotine, lorsqu'il est mis en cause dans la conspiration des prisons. Sous le Directoire, il fonde une compagnie chargée de l’approvisionnement des armées de la République. D'autres investissements hasardeux l'entrainent dans une situation financière de plus en plus difficile.
En 1800, ruiné, il se rallie au régime de Bonaparte. Poursuivi par ses créanciers, il s’exile en 1806 à Milan en Italie, d’où il apprend son expropriation du domaine de Pardailhan, par son propre frère Alexandre de Treil de Pardailhan, ancien officier émigré, puis son acquisition par son cousin Jean-Baptiste-Charles Legendre de Luçay. Revenu en France en 1811, il s’installe définitivement au château de Pardailhan, racheté par son épouse Charlotte. D'interminables procédures vont alors opposer la baronne Charlotte a son beau-frère Alexandre.
À la Restauration en 1815 il est nommé maire de la commune de Pardailhan. Il est décédé le 2 août 1822 au château de Pardailhan.
La commune de Pardailhan conserve le tombeau du député Treil-Pardailhan, récemment restauré.

## Mandats et fonctions politiques

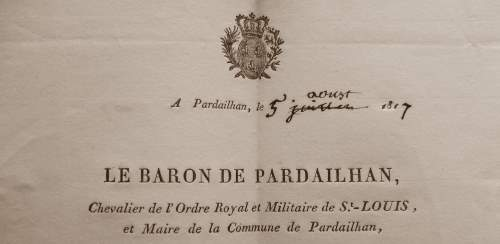
En-tête du baron de Pardailhan, maire de Pardailhan, sous la Restauration.

- Électeur du canton de Villejuif en 1790 et 1791 à l'Assemblée électorale de Paris.
- Administrateur du département de Paris en 1791.
- Député de Paris à l'Assemblée législative en 1791-1792.
- Maire de Pardailhan de 1815 à 1822.

## Grade  et décorations
- Lieutenant-colonel d'infanterie (1788)
- Chevalier de l'Ordre de Saint-Louis (1788)
- Décoration du Lys (1814)

## Discours et opinions
- Discours de M. Treilh-Pardailhan, député de Paris, sur les récompenses militaires, du 31 mai 1792 (texte imprimé - Assemblée Nationale)
- Question proposée par T.-F. Treil-Pardailhan, etc. Le titre de membre d'une association particulière est-il compatible avec celui de législateur ? (texte imprimé - Assemblée Nationale)
- T.-F. Treil, député de Paris, à ses collègues, le 9 juillet 1792 (texte imprimé - Assemblée Nationale)
- Lettres de plusieurs députés [Descrots d'Estrées, Nicolas Beaupuis, Treil-Pardailhan] qui font hommage à l'Assemblée nationale de leurs décorations militaires. Imprimés par ordre de l'Assemblée nationale...

## Postérité
De son mariage avec Charlotte Gautier de Vinfrais en 1782, sont nés deux enfants. L'aînée Hyppolyte-François-Euphémie, née à Villejuif en 1783 est décédée en 1813  célibataire et sans 
enfant à Autricourt. Alexandre, né à Paris en 1785, commissaire des guerres adjoint à la Grande Armée sous l'Empire, de la Garde Royale à la Restauration  puis maître d'hôtel de Louis XVI et Charles X, devient propriétaire du château d'Autricourt, village de Bourgogne dont il devient également maire, succédant à son oncle maternel Louis Gautier de Vinfrais. Alexandre s'est marié tardivement en 1835 à Marie-Thérèse de Mirleau de Neuville. De cette alliance est né en 1836 Arthur, marié à Marie-Thérèse Legay d'Arcy, d'où un fils unique, René de Treil de Pardailhan. Ce dernier, arrière-petit-fils et dernier descendant de Thomas de Treil de Pardailhan, est décédé en 1949, sans postérité.
La famille de Treil de Pardailhan est depuis cette date représentée par la branche cadette, descendante d'Alexandre, officier émigré et frère cadet de Thomas. Pierre-Marie Dioudonnat consacre une courte notice à cette branche familiale dans l'Encyclopédie de la fausse noblesse et de la noblesse d'apparence : « Treil de Pardailhan (Comte du). Gascogne, Bretagne, Normandie. Ancienne famille. Vote en 1789 avec la noblesse des sénéchaussées de Carcassonne et de Castres, ce qui est insuffisant, on le sait, pour prouver la noblesse ». Cette notice ignore l'achat de la charge anoblissante de secrétaire du roi, conservé plus de vingt ans et la mort en fonction de son titulaire, condition de l'anoblissement définitif de la famille.